# John McGlynn
John McGlynn (Musselburgh, 19 december 1961) is de voormalig trainer en coach van de Schotse voetbalclub Heart of Midlothian FC. Hij kwam in zijn voetbalcarrière uit voor enkele kleinere Schotse teams.